# Ivanna Oresztyivna Klimpus-Cincadze
Ivanna Oresztyivna Klimpus-Cincadze (ukránul: Іванна Орестівна Климпуш-Цинцадзе; Kijev, 1972. július 5.) ukrán újságíró, politikus, 2014–2016 között parlamenti képviselő, 2016-tól 2019 augusztusáig Ukrajna európai és euroatlanti integrációjáért felelős miniszterelnök-helyettes volt, 2019-től parlamenti képviselő.

## Életrajza
1972-ben született Kijevben. Apja Oreszt Klimpus mérnök és politikus, egykori közlekedési miniszter, 1997–2002 között Ukrajna rendkívüli és meghatalmazott nagykövete volt Magyarországon. Anyja Jaroszlava Klimpus logopédus.

### Tanulmányai
A Mihajlo Drahomanov Nemzeti Pedagógiai Egyetemen tanult, ahol 1994-ben logopédusi végzettséget szerzett. Közben, 1992-ben részt vett a Harvard Egyetem Ukrajnaja-kutató Intézetének nyári egyetemén. 1993–1994-ben nemzetközi kapcsolatokat és nemzetközi jogot tanult a Montanai Állami Egyetemen. Ezt követően a Tarasz Sevcsenko Kijevi Nemzeti Egyetemen tanult nemzetközi jogot, ahol 1997-ben végzett az alapképzésen (BSc), majd 1998-ban a mesterképzésen (MSc).

### Szakmai karrierje
1991–1993 között logopédusként dolgozott Kijevben a Sztarokijevszkij kerület területi gyermek-egészségügyi intézetében. 1994-től, egyetemi tanulmányainak befejezése után az Ukrán Független Politikai Kutatóintézetnél volt projektvezető. 1999-től 2002-ig a Kelet–Nyugat Intézeti kijevi központjának projektvezetője volt, majd ugyanitt 2001-től 2002-ig egyúttal megbízott igazgató is volt. 2002-től a BBC ukrán nyelvű adásának tudósítójaként dolgozott az Egyesült Államokban (Washington székhellyel) és a Kaukázusban (Tbiliszi székhellyel). 2007–2009 között a Vidkrij Ukrajinu jótékonysági alapítvány Ukrajna nemzetközi együttműködését támogató programjának igazgatóhelyettese, majd 2009-től 2011-ig igazgatója volt. 2011-től a Jaltai Európa Stratégia nevű szervezet igazgatója volt.

### Politikai tevékenysége
2014-ben indult a parlamenti választáson. A Petro Porosenko Blokk pártlistájának 61. helyéről jutott be az Ukrán Legfelsőbb Tanácsba. Az ukrán parlamentben a külügyi bizottság elnökhelyettese volt, emellett a NATO Parlamenti Közgyűlése ukrán állandó delegációjának vezetője volt. Tagja volt több interparlamentáris csoportnak is.
A 2016. április 14-én megalakult Hrojszman-kormányban az Ukrajna európai és euroatlanti integrációjáért felelős miniszterelnök-helyettesének nevezték ki, ekkor parlamenti mandátuma megszűnt.
A 2019. július 21-i parlamenti választáson a Porosenko vezette Európai Szolidaritás párt listájának 10. helyén indult, ahonnan mandátumhoz jutott az Ukrán Legfelsőbb Tanácsban. Miniszterelnök-helyettesi posztját 2019. augusztus 29-ig töltötte be. A parlamentben az európai integrációs bizottság elnöke.

## Magánélete
Házas, férje Arcsil Cincadze grúz származású diplomata, üzletember és politikus. Két lánya van, Szolomija és Melanyija.
Angolul és oroszul anyanyelvi szinten beszél, emellett ért lengyelül, magyarul és grúz nyelven.